# كارل سميث (لاعب هوكي جليد)
كارل سميث هو لاعب هوكي جليد كندي، ولد في 18 سبتمبر 1917 في ويست نيبسينغ في كندا، وتوفي في 9 يناير 1967.

## وصلات خارجية
- كارل سميث على موقع دوري الهوكي الوطني (الإنجليزية)
- كارل سميث على موقع EliteProspects.com (الإنجليزية)
- كارل سميث على موقع HockeyDB.com (الإنجليزية)
- كارل سميث على موقع Hockey-Reference.com (الإنجليزية)